# Sendai Kamotsu
Сендай Камоцу (яп. 仙台貨物 Sendai kamotsu, Сендайские товары) — японская панк-рок группа, сторонний проект вижуал-кей группы Nightmare, созданный в сентябре 2001 года. Группа состоит из тех же участников, что и Nightmare, но под другими именами, также в группу входит новый участник - музыкальный программист Курихара. Согласно сценическому концепту все персонажи-участники группы являются работниками почтово-курьерской службы "Сендайские товары" и на выступлениях чаще всего одеты в соответствующую униформу (красные рабочие комбинезоны с логотипом фирмы).

## История
Группа-проект Сендай Камоцу была образована в 2001 году и начала свою деятельность в 2002, став известной ещё до широкого успеха Nightmare.

### 2002—2010 годы
Их первые демозаписи «Кимоти» и «Сайпан» вышли в апреле и июле 2002 года соответственно, а первый студийный альбом «Окуру Котоба» появился в апреле 2004 года. 26 февраля 2005 года выходит первый сингл «N.M.N ~No More Nayamimuyou~». 12 августа 2006 года вышел второй студийный альбом "Жизнь-игра" (яп. 人生ゲイム Дзинсэй Гэйму), а 19 августа вышел сингл "Немного выше Бога"" (яп. 神様もう少しだけ Камисама Мо Сукоси Дакэ), занявший в чарте Oricon 37-е место. Следом выходят два сингла: «Gei School Otokogumi!!» («Гей-школа Отокогуми») в октябре 2007 года и «Уманамидэ» в октябре 2008 года. 5 сентября группа объявила о перерыве в связи с банкротством лейбла. В конце октября 2009 года появляется на свет их третий студийный альбом «Дэко», занявший в чарте Oricon 15-ю позицию. 5 ноября группа отыграла свой последний концерт в «Ниппон Будокан» под названием «Fukyou no Kaze~Sendai Kamotsu ~Forever~».

## Воссоединение (с 2012 года)
О воссоединении Сендай Камоцу было объявлено на их официальном сайте. Вокалист Чиба заявил, что причина их возвращения — кризис в Японии, и стране требуется герой. В 2012 году было объявлено о записе нового альбома под новым лейблом «G-nation!», который будет называться Кондо косотянто дасу каранэ (яп. 今度こそちゃんと出すからね В этот раз я приду).
21 июля 2013 вышел четвёртый студийный альбом под названием (яп. スケベスト Сукэбэсуто) состоящий из двух дисков по 10 песен на каждом.

## Стиль
Сендай Камоцу имеет очень яркий и неординарный стиль. По словам вокалиста группы Чибы творческим направлением группы является "хентай сентай" (развратный боевой отряд). Цвет их группы — красный, что указывает на страсть и неутомимую энергию группы. В своих песнях и клипах группа иронизирует над жизнью и различными проблемами. Творчество группы часто имеет шуточный сексуальный подтекст. Вокалист группы «Чиба» всегда появляется с гримом на лице в виде весёлого провинциального паренька из сельской местности, который всегда в хорошем настроении, в отличие от остальных участников группы, которые часто угрюмы, из чего часто рождаются интересные сюжеты и шутки. Помимо образов сотрудников службы доставки, участники группы иногда выступают в образе мифических персонажей, японских злых духов и богов .

## Состав
- Вокал: Чиба (千葉) — Ёми из Nightmare
- Гитара: Фулфэйс (フルフェイス, Fullface) — Хицуги из Nightmare
- Гитара: Сэтти (サティ) — Сакито из Nightmare
- Бас: Ван Чэнчэн (王珍々) — Ни~я из Nightmare
- Ударные: Гигафлэ (ギガフレア) — Рука из Nightmare
- Программирование: Курихара

## Дискография

### Студийные альбомы
| Дата выхода | Название                       | позиция в чарте Oricon |
| ----------- | ------------------------------ | ---------------------- |
| 2004.04.01  | (яп. 送る言葉 Окуру Котоба)    | 87                     |
| 2006.07.12  | (яп. 人生ゲイム Дзинсэй Гэйму) | 30                     |
| 2009.10.28  | (яп. 凸 ～デコ～ Дэко)         | 15                     |
| 2013.07.10  | (яп. スケベスト1 Сукэбэсуто 1) |                        |
| 2013.07.10  | (яп. スケベスト2 Сукэбэсуто 2) |                        |

### Синглы
| Дата выхода | Название                                                                               | позиция в чарте Oricon |
| ----------- | -------------------------------------------------------------------------------------- | ---------------------- |
| 2005.02.26  | N.M.N ~No More Nayamimuyou~                                                            | —                      |
| 2006.07.19  | (яп. 神様もう少しだけ Камисама Мо Сукоси Дакэ)                                         | 37                     |
| 2007.10.10  | (яп. 芸スクール漢組! / オーバーザゲインボー Gei School Otokogumi!! / Over The Gaynbow) | 5                      |
| 2008.10.15  | (яп. うまなみで。 / 絶交門 Уманамидэ / Zekkomon)                                       | 9                      |
| 2013.12.18  | (яп. チバノミクス Чибаномикусу/)                                                       |                        |

### Концертные альбомы
- (яп. トゥアー2009 腐況の風～仙台貨物FOREVER～ Tour 2009 Fukyou no Kaze ~Sendai Kamotsu Forever~) — Released: 2010.10.06 (Oricon: #152)

### Демозаписи
- (яп. サイパン Сайпан) — Выпущен : 2002.04.27
- (яп. キムチ Кимоти) — Выпущен : 2005.07.21

### Видео альбомы
| Дата выхода | Название | позиция в чарте Oricon |
| ----------- | --- | ---------------------- |
| 2005.02.23  | Gay no Karasawagi Live at O-west (яп. 芸(ゲイ)のから騒ぎ Live at O-west)                                                               | 99                     |
| 2005.10.05  | Gaylimpic Ebisu 2005 | 59                     |
| 2007.08.08  | Tour Jinsei Game (яп. トゥアー人生ゲイム)                                                                                              | 33                     |
| 2008.11.05  | Tour 2007 Kyoshi Gingin Monogatari @ Hibiya Yagai Dai Ongakudou (яп. トゥアー2007教師ぎんぎん物語@日比谷野外大音楽堂)                  | 25                     |
| 2009.09.09  | (яп. ライブ＆フィルムトゥアー ２００８「うまなみで。」 Live & Film Tour 2008 (umanamide))                                              | 14                     |
| 2009.10.28  | (яп. 絶黄門 Zetsu Koumon) | 35                     |
| 2010.10.06  | (яп. トゥアー2009 腐況の風～仙台貨物FOREVER～ Tour 2009 Fukyou no Kaze~Sendai Kamotsu Forever~)                                        | 27                     |
| 2012.12.19  | (яп. 仙台貨物トゥアー２０１１「ＨＥＲＯ」～帰ってきた癒しの宅配便～ Sendai Kamotsu Tour 2011 (HERO)~kaette kita iyashi no takuhaibin~) | 73                     |
| 2013.12.18  | Sendai Kamotsu Best tour 2013 "Sukebest!" FINAL @ Kokuritsu Yoyogi Kyogijo Daini Taiikukan                                             | 35                     |